# Alexa confusa
Alexa confusa är en ärtväxtart som beskrevs av Henri François Pittier. Alexa confusa ingår i släktet Alexa och familjen ärtväxter. Inga underarter finns listade i Catalogue of Life.